# Boukaré Zoungrana
Pour les articles homonymes, voir Zoungrana (homonymie).
Boukaré Zoungrana est un militaire (colonel) et homme politique burkinabè. Il fut ministre de l’Administration territoriale, de la Décentralisation et de la Sécurité dans le gouvernement Tambèla de 2022 à 2023.
À la suite du coup d'État de janvier 2022, il avait été nommé au poste de gouverneur du Centre-Est (février 2022) ainsi qu'à celui de commandant de la Brigade de veille et de défense patriotique (août 2022).

## Biographie
Boukaré Zoungrana détient un master en management des ressources humaines ainsi qu'un master en droit et relations internationales. Il étudie plus tard au sein du collège de défense G5 Sahel (Mauritanie). 
Il fait sa carrière au sein des forces armées du Burkina Faso, y atteignant le grade de colonel. Il travaille également au sein de l'Agence nationale du renseignement et devient le directeur général de l'Office de gestion des infrastructures sportives (OGIS).
À la suite du coup d'État de janvier 2022 et l'arrivée de la junte militaire au pouvoir (MSPR), il est nommé gouverneur de la région du Centre-Est le 9 février 2022 et y reste jusqu'au 17 août, quand le Conseil des ministres nomme le colonel Aboudou Karim Lamizana à sa place.
Quelques jours plus tard, le 25 août 2022, il est nommé commandant de la Brigade de veille et de défense patriotique (BVDP). Cette structure étant très récente (juin 2022), il est le premier à occuper ce poste. Son rôle est alors d'assurer le recrutement de Volontaires pour la défense de la patrie (VDP), des citoyens lambdas étant formés et armés pour assurer la défense de leur localité et aider l'armée dans la lutte contre le djihadisme.
Le 25 octobre 2022, à la suite d'un nouveau coup d'État et l'arrivée au pouvoir du capitaine Ibrahim Traoré, Boukaré Zoungrana est nommé ministre de l’Administration territoriale, de la Décentralisation et de la Sécurité au sein du gouvernement Tambèla, un gouvernement de transition. Il est l'un des 3 membres du gouvernement à être issu de l'armée, avec le colonel-major Kassoum Coulibaly (Défense) et le colonel Augustin Kaboré (Environnement et Énergie). Il prend officiellement ses fonctions le 27 octobre. Lors d'un remaniement du gouvernement, il n'est pas reconduit dans ses fonctions et cède sa place le 27 juin 2023 à Emile Zerbo.
Le 11 avril 2024, il est nommé ambassadeur du Burkina Faso au Tchad.